# Hegel teologo e l'imperdonabile assenza del "Principe di questo mondo"
Hegel teologo e l'imperdonabile assenza del "Principe di questo mondo" è un saggio di Vito Mancuso. Edito nel 1996 dalla Edizioni Piemme.

## Tema
Hegel teologo e l'imperdonabile assenza del "Principe di questo mondo" è una corposa opera di 400 pagine frutto degli studi accademici dell'autore, che presenta il pensiero teologico di Hegel considerato a tutti gli effetti un teologo e che si muove sulla linea di Barth, Küng, Pannenberg, Coda, Salmann. L'intera argomentazione ha l'intento di dimostrare il carattere eminentemente teologico della filosofia hegeliana riconoscendone un altissimo valore e nello stesso tempo sottolineandone l'incompatibilità con l'ortodossia cristiana, cosa che ha causato il disconoscimento di questa qualifica al pensiero hegeliano, sebbene l'allontanamento sia avvenuto per una ragione prettamente teologica, quella di attribuire a Dio l'assolutezza della gloria.
Dal punto di vista storiografico il saggio mette in evidenza la polemica antimoderna della filosofia hegeliana, che invece dai più è considerata l'incarnazione della modernità per la pretesa di ricondurre ogni cosa all'antropologia. L'autore sottolinea e dimostra che  la filosofia hegeliana non è antropocentrismo che invece si trova nei princìpi dell'illuminismo e del romanticismo, contro cui essa si sviluppò, specie nelle opere giovanili e precisamente in quelle del periodo jenese che segna il culmine dell'attacco hegeliano alla filosofia dell'illuminismo. 
Nell'analisi  degli Scritti teologici giovanili si individua un altro elemento di novità che contiene il saggio infatti questi sono divisi in due fasi contrapposte, denominate “kantiana” e “antikantiana”, che indicano la formazione del giovane filosofo sulla figura di Kant e poi il suo distacco, una specie di emancipazione dal padre. 
La distanza di Hegel dalla modernità si coglie nella discussione del caposaldo dello spirito moderno, il concetto di libertà, che il filosofo discute in tutti i passi in cui critica il suo tempo. Egli  si oppone alla libertà, intesa come assoluto, sciolta da ogni riferimento normativo e sottomessa solo alle aspirazioni del soggetto, però non la nega e neppure ne ripropone la visione tradizionale, cerca invece di conciliare le due visioni e propone il “principio di identità”. Siamo nella prospettiva cattolica della analogia entis che vede Dio e l'uomo uniti da una coappartenenza originaria alla stessa dimensione, quella dello spirito, l'uomo come immagine di Dio, e ciò permette di considerare la riconduzione a Dio della libertà del soggetto come suo compimento. La libertà dunque viene portata al suo luogo naturale quello della libera sottomissione alla verità. 
Con il concetto di verità si tocca un cardine del pensiero hegeliano che vede la religione legata strettamente ad essa e alla filosofia, che nella sua essenza è Gottesdienst, culto divino, il pensare inteso come lode di Dio. La religione non è considerata dal punto di vista dell'uomo ma come punto di partenza e fine di tutto e il Cristianesimo è la risposta alla domanda del senso della storia del mondo e dell'essere, per cui la dottrina della salvezza, centro del messaggio cristiano, si trasforma in filosofia della storia e in ontologia, ed entrambe a loro volta divengono soteriologia, la salvezza fondata nella struttura interiore dell'essere. In questa prospettiva la croce diventa un punto centrale nei riguardi della quale Hegel unisce la morte di croce e il regno di Dio e questo alla storia dell'uomo. Tali collegamenti concettuali permettono al filosofo di affermare che il reale è razionale, e il razionale è reale, nel senso che tutto ciò che è reale, provenendo da Dio, è anche razionale, come “ratio necessaria”, che si trova pienamente realizzata nel dispiegarsi della realtà, il che in termini cristiani vuol dire salvezza e Regno di Dio. In questo modo Hegel mostra come nell'incarnazione e nella morte di Cristo, si giungere alla riconciliazione della storia e alla sua salvezza, la storia diviene trasparente all'azione divina, diviene Regno di Dio acquistando portata universale. La storia del mondo riceve senso e direzione, non è per nulla casuale, ma governata dalla provvidenza, la divina saggezza, che con potenza infinita realizza i suoi fini. Dio quindi Signore del mondo, ma, dice Mancuso, Hegel assegna troppa libertà a Dio, sia quando dissolve il dato cristologico e quello trinitario, sia quando applica il principio di identità per rintracciare in ogni cosa l'identificazione di razionale e reale e fondare una comunione totale tra il divino e l'umano. La storia diventa così una escatologia pienamente realizzata, è pienamente Regno di Dio, dove si assiste alla manifestazione della grandezza e dell'onore divino. Siamo dinanzi ad un ottimismo sconosciuto alla Bibbia, che conosce solo la fede nella realizzazione delle promesse di Dio. Qui il cerchio non si è chiuso, si aspetta ancora la salvezza, l'escatologia è aperta. La Bibbia, dice Mancuso, non assegna a Dio “il carattere di assolutezza storica” che invece pensa Hegel che non lascia nulla fuori dell'intero, tutto assorbito in Dio. La differenza sta nella concezione dell'intero che per il Cristianesimo è una dimensione ulteriore “che compirà definitivamente l'intero” ma lo farà in modo da mutare il significato di quanto attualmente appare. “L'intero non è nelle mani dell'uomo, non è risolvibile qui e ora”, perché nella storia vince il male, il Principe di questo mondo è l'avversario, l'altezza e la nobiltà dell'uomo sono al di là del “fango” del mondo. “L'intero, dischiuso dalla croce e dalla risurrezione di Cristo, non è solo la terra è soprattutto il cielo” e la soteriologia va pensata come sempre in atto. .
Se Hegel, dice Mancuso, ha fatto un enorme passo contro l'epoca moderna, distogliendo il pensiero dall'uomo e rivolgendolo a Dio, va compiuto un altro passo, cioè riconoscere che tra Dio e l'uomo oltre alla coappartenenza originaria c'è l'inserimento di qualcosa d'altro, qualcosa di inestricabile, che ha provocato la caduta: oltre all'identità c'è la differenza, è questa che comanda la storia. Il Principe di questo mondo non può essere assente. Il filosofo di Stoccarda, affascinato dal pensiero dell'assolutezza divina, pur avendo intravisto il “nodo inestricabile” del male l'ha fatto rientrare nel sistema, ha prevalso la fede assoluta nella reggenza divina del corso del mondo. Di qui la difficoltà hegeliana a pensare l'origine e la consistenza del male, che non è ricondotto solo alla volontà o all'ignoranza dell'uomo, come faceva l'illuminismo, e neppure all'esistenza di un principio del male dotato di volontà autonoma, come afferma la rivelazione cristiana, ma a Dio, alla santa e rigorosa necessità, mediante la quale il male entra a far parte della disposizione divina. Facendo così però il male non è più tale, esiste solo il bene e l'uomo deve essere salvato, ma solo dallo stato naturale privo dello spirito. Ogni essere dà gloria a Dio, anche il serpente.  
In conclusione si può dire che l'oggetto della filosofia hegeliana è in fondo uno solo, affrontato da molteplici punti di vista di volta in volta differenti quali il diritto, la logica, la storia, l'estetica, la religione, la filosofia, e questo oggetto è l'Assoluto, Dio. La filosofia di Hegel è, dall'inizio alla fine, altissima teologia.
Il saggio, nonostante la densità delle argomentazioni, è scritto in forma chiara e partecipata e contiene punti di alta tensione speculativa.